# 馬面鼻魚
馬面鼻魚，為輻鰭魚綱鱸形目刺尾魚亞目刺尾魚科的其中一個種，於1954年由美國魚類學家James Edwin Morrow首次正式描述，其模式產地為菲律賓的Bugsuk島，分布於印度西太平洋區，從東非至菲律賓海域，北至日本南部海域，棲息深度3-35公尺，本魚幼魚時期為卵圓形，隨著增長逐漸變成橢圓形且測扁，身體的深度大約相當於標準長度的一半到三分之一，嘴上方有一個短的骨突起，尾柄兩側各有兩個不可移動的骨板，尾鰭呈月形，整體顏色為淺灰色至灰褐色，成魚身上有黑色的小斑點，幼魚尾柄骨板之間有一條白色帶紋，背鰭硬棘5枚、背鰭軟條24-26枚、臀鰭硬棘2枚、臀鰭軟條23-25枚，體長可達80公分，棲息在珊瑚礁或礁石區，以藻類為食，可做為食用魚。

## 擴展閱讀
維基物種上的相關：馬面鼻魚